# Долинские
Долинские (укр. Долинські, пол. Doliński) — шляхетский и дворянский род .
Многие Долинские российскому престолу служили дворянские службы в разных Малороссийских чинах и владели деревнями. Все сие доказывается универсалами и другими документами. Определением Новгород-Северского дворянского депутатского собрания род Долинских внесен в родословную книгу.
Дворянский род Долинских в Российской империи происходит из Гетманщины от Якова Ивановича Долинского (Сучченка), сотника Батуринского (1713).
- Долинский, Иван Григорьевич (1746—1809) — тайный советник, вице-президент коммерц-коллегии, писатель, член Академии Российской (1794).

В империи Габсбургов род Долинских подтвердил своё шляхетское происхождение в королевстве Галиции и Лодомерии..

## Описание герба
В щите, имеющем голубое поле изображены золотой крест и под ним подкова того же металла шипами вниз.
Щит увенчан дворянскими шлемом и короною, на поверхности которой видна до половины выходящая собака в золотом ошейнике. Намет на щите голубой, подложенный золотом. Герб рода Долинских внесен в Часть 7 Общего гербовника дворянских родов Всероссийской империи, стр. 158.